# Missouri City (Texas)
Missouri City è un centro abitato degli Stati Uniti d'America, situato nella contea di Fort Bend dello Stato del Texas. Parti del suo territorio sono comprese nei confini della contea di Harris.
La popolazione era di 67.358 persone al censimento del 2010. Fa parte dell'area metropolitana di Houston–The Woodlands–Sugar Land.

## Geografia fisica
Map of Missouri City
Missouri City è situata a 29°34′58″N 95°32′22″W (29.582799, -95.539423). L'Oyster Creek scorre in direzione sud attraverso il comune.
Secondo lo United States Census Bureau, ha un'area totale di 29,8 miglia quadrate (77,2 km²), di cui 28,4 miglia quadrate (73,6 km²) di terreno e 1,4 miglia quadrate (3,6 km²), o 4,65%, d'acqua.

## Società

### 2000
Secondo il censimento del 2000, c'erano 52.913 persone, 17.069 nuclei familiari e 14.645 famiglie residenti nella città. La densità di popolazione era di 1.781,7 persone per miglio quadrato (687,9/km²). C'erano 17.481 unità abitative a una densità media di 588,6 per miglio quadrato (227,3/km²). La composizione etnica della città era formata dal 44,29% di bianchi, il 38,35% di afroamericani, lo 0,20% di nativi americani, il 10,60% di asiatici, lo 0,04% di isolani del Pacifico, il 4,46% di altre razze, e il 2,06% di due o più etnie. Ispanici o latinos di qualunque razza erano il 10,88% della popolazione.
C'erano 17.069 nuclei familiari di cui il 48,6% aveva figli di età inferiore ai 18 anni, il 70,2% erano coppie sposate conviventi, il 12,5% aveva un capofamiglia femmina senza marito, e il 14,2% erano non-famiglie. L'11,9% di tutti i nuclei familiari erano individuali e il 2,4% aveva componenti con un'età di 65 anni o più che vivevano da soli. Il numero di componenti medio di un nucleo familiare era di 3,09 e quello di una famiglia era di 3,36.
La popolazione era composta dal 30,8% di persone sotto i 18 anni, il 7,0% di persone dai 18 ai 24 anni, il 31,0% di persone dai 25 ai 44 anni, il 25,7% di persone dai 45 ai 64 anni, e il 5,4% di persone di 65 anni o più. L'età media era di 36 anni. Per ogni 100 femmine c'erano 94,0 maschi. Per ogni 100 femmine dai 18 anni in giù, c'erano 89,9 maschi.
According to a 2007 estimate, il reddito medio di un nucleo familiare era di 79.471 dollari, e quello di una famiglia era di 84.636 dollari. I maschi avevano un reddito medio di 51.013 dollari contro i 36.786 dollari delle femmine. Il reddito pro capite era di 27.210 dollari. Circa il 2,4% delle famiglie e il 3,3% della popolazione erano sotto la soglia di povertà, incluso il 3,5% di persone sotto i 18 anni e il 4,2% di persone di 65 anni o più.

### 2010
Secondo il censimento del 2010 c'erano 67.358 persone, 20.228 nuclei familiari e 16.711 famiglie residenti nella città. La composizione etnica della città era formata dal 24,9% di bianchi non ispanici, il 41,8% di afroamericani, lo 0,4% di nativi americani, il 16,2% di asiatici, e il 2,9% di due o più etnie. Ispanici o latinos di qualunque razza erano il 15,3% della popolazione.
C'erano 20.228 nuclei familiari di cui il 45,7% aveva figli di età inferiore ai 18 anni, il 61,8% erano coppie sposate conviventi, il 16,1% aveva un capofamiglia femmina senza marito, e il 17,4% erano non-famiglie. Il 15,6% di tutti i nuclei familiari erano individuali e il 4,0% aveva componenti con un'età di 65 anni o più che vivevano da soli. Il numero di componenti medio di un nucleo familiare era di 3,17 e quello di una famiglia era di 3,54.
Il reddito medio di un nucleo familiare era di 81.854 dollari, e il reddito medio per famiglia era di 87.089 dollari. I maschi avevano un reddito medio di 59.157 dollari contro i 42.183 dollari delle femmine. Il reddito pro capite era di 27.210 dollari. Circa il 9,1% della popolazione era sotto la soglia di povertà, incluso il 15,4% di persone sotto i 18 anni e il 6,5% di persone di 18 anni o più. Il 41,4% della popolazione con un'età superiore ai 25 anni vantava una laurea.